# Desinfektion

Werbung für das Desinfektionsmittel Lysoform für Kriegsverwundete (1917)

Desinfektion macht einen wesentlichen Teil der antiseptischen Arbeitsweise aus. Laut dem Deutschen Arzneibuch (DAB) bedeutet Desinfektion: „totes oder lebendes Material in einen Zustand versetzen, dass es nicht mehr infizieren kann“.
Zur Desinfektion können chemische oder physikalische Verfahren eingesetzt werden. Es gibt verschiedene Listen mit geprüften Desinfektionsmitteln und -verfahren, in denen diese nach verschiedenen Einsatzbereichen aufgeführt sind: Hygienische und chirurgische Händedesinfektion, Hautantiseptik, Flächen-, Instrumenten-, Wäsche- und Raumdesinfektion sowie Desinfektion von Abfällen. Diese Maßnahmen gehören zum Teil zur Basishygiene.
Technisch wird zwischen Desinfektion und Sterilisation unterschieden. Von Desinfektion spricht man bei einer Keimreduktion in einem festgelegten Testverfahren mit bestimmten Prüfkörpern um einen Faktor von mindestens 10−5, das heißt, dass von ursprünglich 1.000.000 vermehrungsfähigen Keimen (sogenannten koloniebildende Einheiten (KbE)) nicht mehr als zehn überleben (Ausnahme: Wäschedesinfektionsverfahren: Keimreduktion um einen Faktor von mindestens 10−7). Auch zur Konservierung werden desinfizierende Verfahren angewandt.

## Maßeinheit für Keimreduktion
Eine log10-Stufe ist eine Maßeinheit für Keimreduktion um jeweils eine Zehnerpotenz: Eine log10-Stufe reduziert die vorhandene Keimmenge um 90 %; von der Ursprungspopulation 100 haben lediglich zehn überlebt. Das Händewaschen mit Seife entspricht zwei log10-Stufen und reduziert damit die Keimzahl um 99 %. Eine Desinfektion wird erst mit etwa vier bis sieben log10-Stufen erreicht.

## Desinfektionsplan
Der Desinfektionsplan regelt die Einzelheiten der Reinigung, Desinfektion und Sterilisation mit detaillierten Indikations-, Produkt- und Dosierangaben sowie Einwirkzeiten. Er ist Teil des Hygieneplans, den Gesundheitseinrichtungen aus Infektionsschutzgründen vorhalten müssen. In Gesundheitseinrichtungen mit sehr geringem Leistungsumfang kann der Reinigungs- und Desinfektionsplan die Minimalvariante eines Hygieneplans darstellen.

## Chemische Desinfektionsmittel

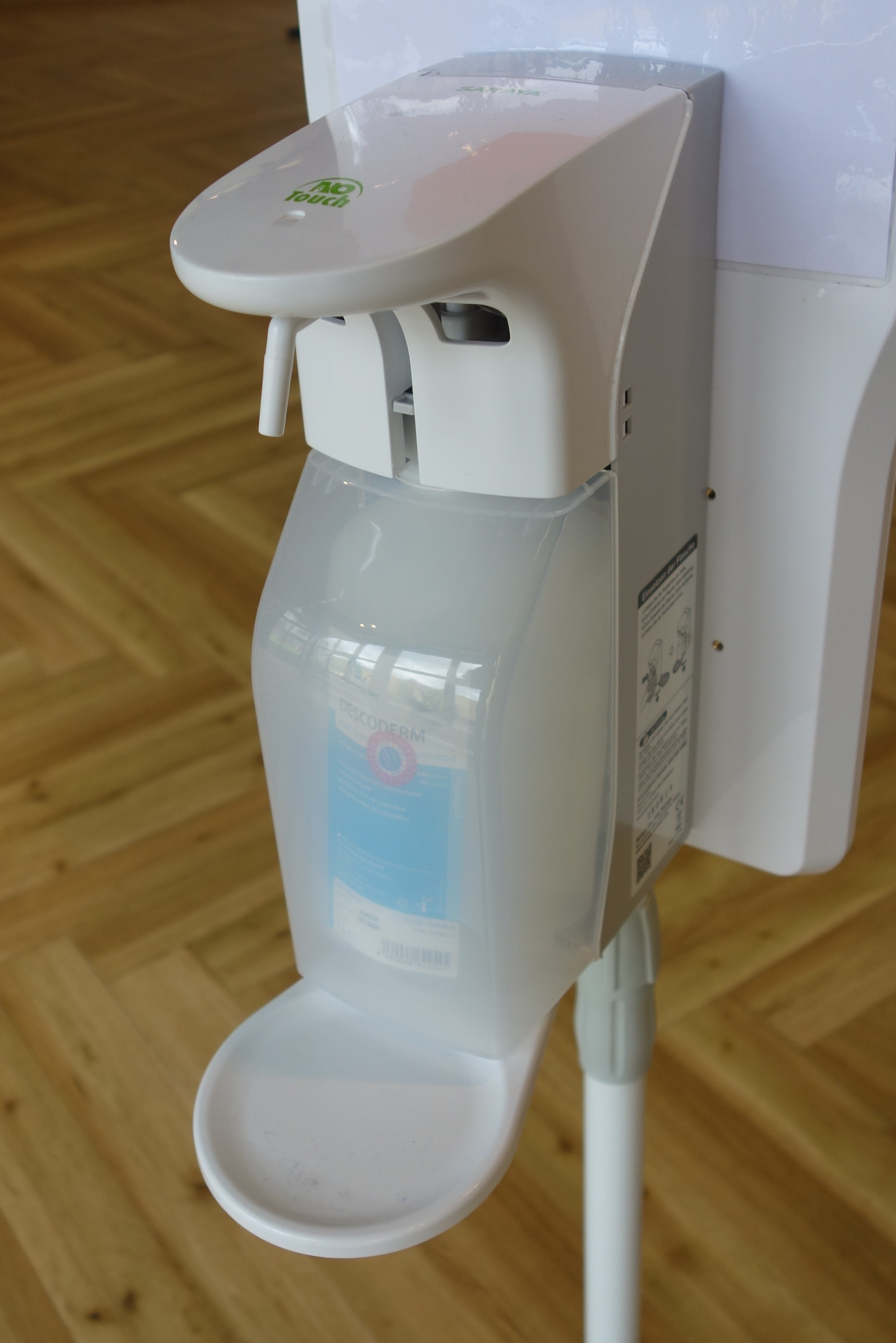
Moderner, berührungsloser Desinfektionsmittelspender

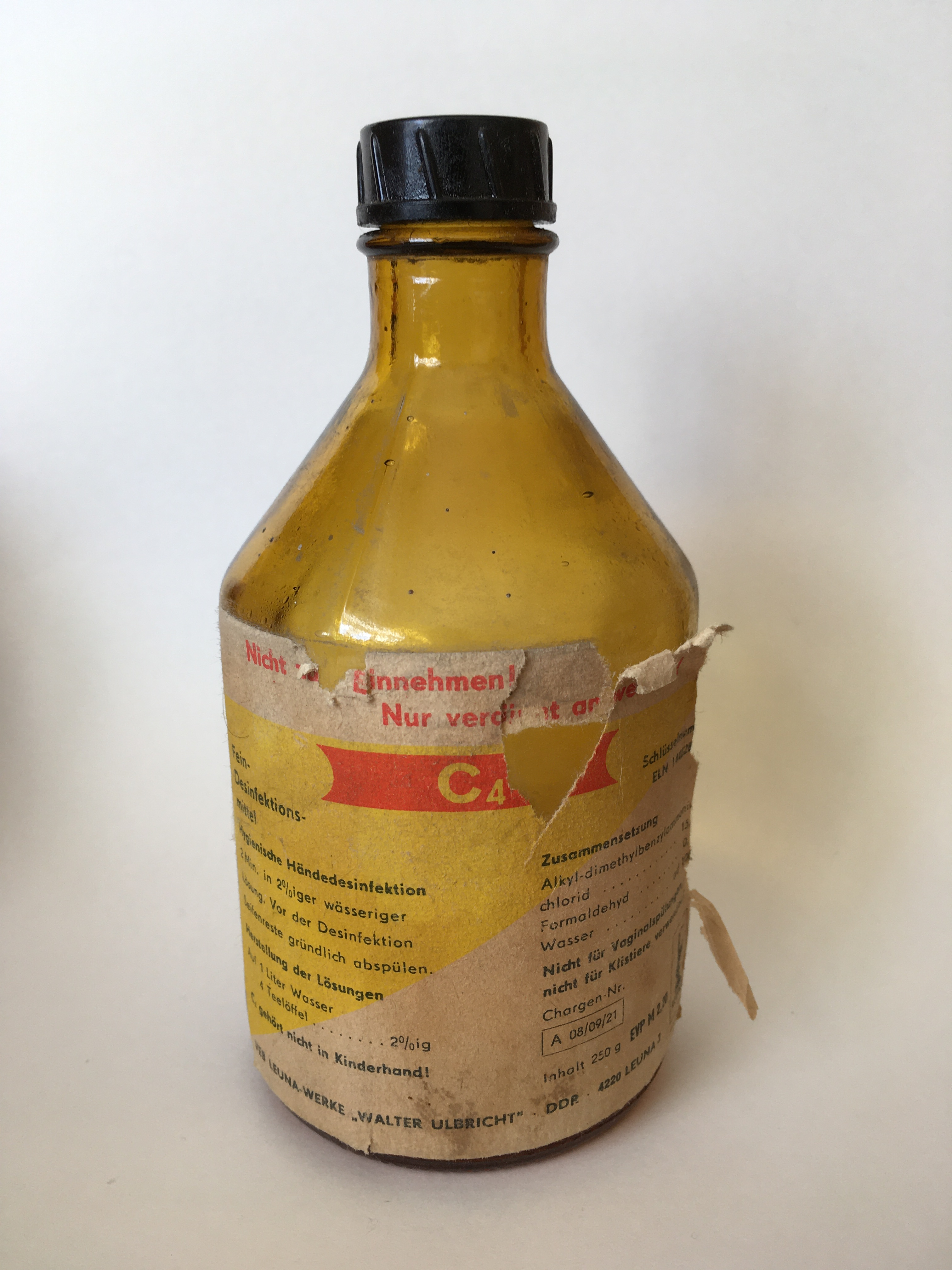
C4 Feindesinfektionsmittel für Händedesinfektion mit Benzalkoniumchlorid und Formaldehyd des VEB Leuna-Werke (DDR).

Desinfektionsmittel sind chemische Substanzen zur Flächen-, Instrumenten- oder Hautdesinfektion sowie zur Wasserentkeimung. Je nach Krankheitserreger (z. B. Bakterien, Viren, Pilzen, Sporen) spricht man diesbezüglich von Bakteriziden, Viruziden (siehe auch Virusinaktivierung), Fungiziden und Sporiziden (siehe auch Biozid und antimikrobielle Substanzen). Sie sind zu unterscheiden von Arzneimitteln wie Antibiotika, Virustatika und Antimykotika, auch wenn diese teilweise ebenfalls oberflächlich eingesetzt werden können.

### Oxidationsmittel als Wirkstoffe
Alle Stoffe, die als Oxidationsmittel Sauerstoff abspalten, sind bakterizid und wirken sowohl gegen behüllte wie auch unbehüllte Viren. Gegen Pilze, Sporen und Tuberkuloseerreger sind sie nur teilweise und in begrenztem Umfang effektiv (siehe folgende Tabelle).
| Wirkstoff          | Sporen           | Anwendung                                           |
| ------------------ | ---------------- | --------------------------------------------------- |
| Peressigsäure      | sporizid         | Oberflächen, Instrumente                            |
| Chlordioxid        | schnell sporizid | Oberflächen, Instrumente, Wasser                    |
| Wasserstoffperoxid | langsam sporizid | Oberflächen, Instrumente, Wasser, Haut, Schleimhaut |
| Natriumhypochlorit | sporizid         | Oberflächen, Instrumente, Wasser, Haut              |
| Chlor              | langsam sporizid | Wasser, Instrumente                                 |
| Ozon               | langsam sporizid | Wasser, Instrumente; Ozon für Fahrzeuge             |
| Chloramin T        | sporizid         | Oberflächen, Wasser, Instrumente, Haut, Schleimhaut |
| Iod                | langsam sporizid | Haut, Schleimhaut                                   |

Jodtinktur wurde 1908 von Antonio Grossich (1849–1926) zur Desinfektion der Patientenhaut vor Operationen in die Chirurgie eingeführt. Wasserstoffperoxid (H2O2) ist als dreiprozentige wässrige Lösung zur Desinfektion von Haut und Schleimhaut geeignet, weil es nur Organismen an der Oberfläche tötet, im Gewebe hingegen durch Katalase/Peroxidase zersetzt wird. In höheren Konzentrationen (meist 30 %) wird es in Medizin, Pharmazie und Lebensmittelherstellung zur Sterilisation von Instrumenten und Behältern eingesetzt. Die Begasung von Räumen und raumlufttechnischen Anlagen zu Dekontaminationszwecken mit H2O2 kann bei Erfüllung bestimmter Anforderungen eine wirksame Alternative zum Einsatz von Formaldehydgas darstellen.

### Weitere Wirkstoffe
| Wirkstoff                                                                       | Bakterien                                     | Tuberkulose  | Sporen      | Pilze         | Viren                           | Anwendung                                                                                  |
| ------------------------------------------------------------------------------- | --------------------------------------------- | ------------ | ----------- | ------------- | ------------------------------- | ------------------------------------------------------------------------------------------ |
| Aldehyde (Formaldehyd, Glutaraldehyd/1,5-Pentandial)                            | bakterizid                                    | tuberkulozid | sporizid    | fungizid      | viruzid (behüllt und unbehüllt) | Raum-, Geräte- und Flächendesinfektion                                                     |
| Ethylenoxid                                                                     | bakterizid                                    | ?            | sporizid    | fungizid      | viruzid                         | Oberflächen, Instrumente, thermolabile Arzneimittel, Lebensmittel                          |
| Alkohole (bspw. Ethanol, 1-Propanol)                                            | bakterizid                                    | tuberkulozid | wirkungslos | fungizid      | teilweise viruzid (nur behüllt) | Haut, Schleimhaut, Oberflächen, Instrumente                                                |
| Phenole (Chlorxylenol, Triclosan)                                               | bakterizid/bakteriostatisch                   | ?            | wirkungslos | fungizid      | viruzid (variabel)              | Haut, Schleimhaut, Oberflächen, Instrumente                                                |
| Stickstoffverbindungen (z. B. quartäres Ammoniumsalz bspw. Benzalkoniumchlorid) | bakterizid (eingeschränkt bei Gram-negativen) | ?            | wirkungslos | fungistatisch | teilweise viruzid               | Haut, Schleimhaut                                                                          |
| Weitere Detergentien (bspw. auch Tenside wie Cetyltrimethylammoniumbromid)      | bakterizid (variabel)                         | ?            | wirkungslos | fungistatisch | wirkungslos                     | Haut, Schleimhaut                                                                          |
| Chlorhexidin                                                                    | bakteriostatisch                              | ?            | wirkungslos | fungistatisch | virustatisch                    | Haut, Schleimhaut                                                                          |
| Guanidinderivate (bspw. Cocospropylendiaminguanidiniumacetat)                   | bakterizid                                    | ?            | sporizid    | fungizid      | virustatisch                    | Oberflächen, Räume                                                                         |
| Octenidin (Octenidindihydrochlorid, oft in Kombination mit Phenoxyethanol)      | bakterizid                                    | tuberkulozid | wirkungslos | fungizid      | viruzid                         | Haut, Schleimhaut                                                                          |
| Polyhexanide                                                                    | bakterizid                                    | tuberkulozid | wirkungslos | wirkungslos   | viruzid (behüllt und unbehüllt) | Haut, Schleimhaut                                                                          |
| Kupfer, organische Quecksilberverbindungen, Silber                              | bakterizid                                    | wirkungslos  | wirkungslos | wirkungslos   | wirkungslos                     | Silber: Infektionsprophylaxe in Wundauflagen, Beschichtung von Kathetern, Wasserentkeimung |

Legende: wirkungsvoll / eingeschränkt, variabel, teilweise oder nur statisch wirksam / wirkungslos
Auch viele Tenside, insbesondere kationische Tenside wie Benzalkoniumchlorid haben eine biozide Wirkung.

#### Sporizide
Ein Wirkstoff, der Sporen keimunfähig machen kann, ist ein sporizider Wirkstoff bzw. ein Sporizid. Zu den Sporiziden gehören die in der Tabelle aufgeführten Wirkstoffe wie Peressigsäure, Wasserstoffperoxid, Ozon und Natriumhypochlorit. Es sind stark reagierende bzw. schnell zerfallende Oxidationsmittel. Sie müssen gegen Wärme und Licht geschützt aufbewahrt und chemisch stabilisiert werden, falls sie nicht gleich nach der Herstellung zur Desinfektion eingesetzt werden sollen.
Wasserstoffperoxid bildet mit Peressigsäure und Essigsäure eine „schnell“ sporizide Mischung, die durch die Essigsäure stabilisiert wird. Solche Mischungen werden nur im professionellen Bereich – Reinraumtechnik – eingesetzt. Als Beimischung zu Alkoholen kann Wasserstoffperoxid deren Wirkung bei der Händedesinfektion verbessern.
Sporizide Desinfektionsmittel benötigen eine Mindesteinwirkzeit, um die panzernde Hülle der Spore zu durchdringen. Diese erforderliche Einwirkdauer ist dann das Maß für seine Effizienz als Sporizid.
Eine Sporizidie wird nach der EN Norm 13704 mit Sporen von Bacillus subtilis getestet. Damit ein Wirkstoff bzw. Desinfektionsmittel als sporizid eingestuft werden kann, muss eine 3-log-Reduktion bei Sporen hervorgerufen werden.

### Testverfahren für chemische Desinfektionsmittel
Die Prüfungen und Testverfahren für Desinfektionsmittel sind sehr zahlreich und unterscheiden sich erheblich in ihren rechtlichen Vorgaben und Durchführungen voneinander.
Je nach Einsatzgebiet und Wirkspektrum kommen explizite genormte Verfahren zum Einsatz. (z. B. als Biozide in der Human- und Veterinärmedizin oder der Lebensmittelindustrie, sowie als Pestizide Pflanzenschutzmittel in der Landwirtschaft)
Tiefergehend wird bspw. separiert nach:
- der Anwendung (auf der Haut- u. Schleimhaut, Oberflächen, Instrumenten, im Trinkwasser, als Medizinprodukt oder Arzneimittel etc.)
- der Form (Spray, fertige Lösung, getränkte Tücher, Pulver, Gel, Schaum etc.)
- der Applikationsmethode (Sprüh- oder Wischdesinfektion, Luftfiltration, Vernebelung etc.)

Nach EU Biostoffverordnung Nr. 388/2012 bietet die EN 14885 einen Überblick über zu erfüllende Normen im bioziden (Humanen) Einsatzbereich. Bei der Auswahl des richtigen Mittels und der Art der Anwendung sollte unbedingt fachlicher Rat eingeholt werden, um gesundheitlich schädigende Wirkungen zu vermeiden und die Wirksamkeit des Mittels sicherstellen zu können!
Zur Prüfung von Flächendesinfektionsmitteln werden nach der Europäischen Norm CEN TC 216 WG1 und WG3 Testorganismen eingesetzt.
| Auslobung           | Testorganismen                                                    | Phase 2 Stufe 1 | Phase 2 Stufe 2 |
| ------------------- | ----------------------------------------------------------------- | --------------- | --------------- |
| Bakterizid          | Pseudomonas aeruginosa, Staphylococcus aureus, Enterococcus hirae | EN 13727        | EN 13697        |
| Fungizid, Levurozid | Candida albicans, Aspergillus brasiliensis                        | EN 13624        | EN 13697        |
| Mykobakterizid      | Mycobacterium terrae, Mycobacterium avium                         | EN 14348        | EN 14563        |
| sporizid            | Sporen von Bacillus subtilis                                      | EN 13704        | –               |
| Tuberkulozid        | Mycobacterium terrae                                              | EN 14348        | –               |
| Viruzid             | Poliovirus, Adenoviridae, Murines Norovirus                       | EN 14476        | –               |

In der Phase 2 / Stufe 1 werden in einem quantitativen Suspensionsversuch zunächst in-vitro unter praxisnahen Bedingungen auf nicht-porösen Oberflächen die mikrobioziden Eigenschaften geprüft. Diese Tests werden ohne den Einfluss manueller oder maschineller Reibung und Druck durchgeführt und geben noch keine Auskunft über die Wirksamkeit bei praktischer Anwendung. Sie bilden allerdings die Grundlage für die Durchführung der folgenden Phase 2 / Stufe 2 Testverfahren.
In der Phase 2 / Stufe 2 wird die vom Hersteller ausgelobte Wirksamkeit für die praktische Anwendung im Einsatzgebiet geprüft. Dazu muss das Mittel in der EU nachweisen, ob es in Kombination mit einem Wischtuch in der Lage ist, eine mit einem Test-Keim kontaminierte Probefläche ausreichend zu desinfizieren. (EN 16615)

### Entsorgung
Für die korrekte Entsorgung von Desinfektionsmitteln ist deren Konzentration relevant. In gebrauchsfertigen Lösungen, wie bspw. Flüssigkeiten, Sprays oder Tüchern, die für die Hand- oder Hautdesinfektion genutzt werden, ist der desinfizierende Wirkstoff stark verdünnt. Gleiches gilt für Gebrauchslösungen, die bei der Flächen- oder Instrumentendesinfektion z. B. in Krankenhäusern, Arztpraxen oder Pflegeeinrichtungen angewendet werden. Für die korrekte Entsorgung sind vorhandene Herstellerinformationen laut Sicherheitsdatenblatt zu berücksichtigen. Bei den gebrauchsfertigen, stark verdünnten Lösungen findet meist die Abfallschlüsselnummer 180107 (Chemikalienabfälle) Anwendung.
Anders verhält es sich bei Konzentraten: diese müssen als gefährlicher Abfall entsorgt werden. Die Sammlung muss in dicht verschlossenen Spezialbehältern erfolgen. Der Transport ist nach Gefahrgutrecht zu organisieren. Die Entsorgung erfolgt mit der Kennzeichnung als gefährlicher Abfall mit Sammel- bzw. Einzelentsorgungsnachweis.

### Probleme beim Einsatz von chemischen Desinfektionsmitteln

#### Resistenzen
Desinfektionsmittel müssen professionell und strategisch verwendet werden. Eine gewohnheitsmäßige Anwendung im Haushalt ist dagegen eher nachteilig. Unsachgemäße Anwendung kann zu Resistenzen führen, wenn insbesondere Wirkstoffkonzentration und Einwirkzeit und damit der Keimreduktionsfaktor zu gering sind (Selektion robuster Stämme). Oft weisen gegen Desinfektionsmittel widerstandsfähige Bakterien auch eine erhöhte Antibiotikaresistenz auf. Aus Sicht des Bundesinstituts für Risikobewertung (BfR) sollten daher im Privathaushalt Desinfektionsmittel nur in begründeten Ausnahmefällen verwendet werden. Dazu gehören medizinisch begründete Situationen, in denen Desinfektionsmittel nach ärztlicher Beratung eingesetzt werden.

#### Schädigung der Haut
Gewohnheitsmäßige Anwendung von Desinfektionsmitteln zur Reinigung der Hände im Haushalt kann neben die Gesundheit bedrohenden Keimen gleichzeitig die Hautflora zerstören, welche z. B. gegen Dermatosen schützt. Verwendet man stattdessen nur Seife o. ä., so wirken die enthaltenen Tenside weniger desinfizierend (mikrobiozid), als dass sie die Wasserlöslichkeit von Verschmutzungen erhöhen. Seife entfernt eher den zuletzt von außen eingetragenen Schmutz als die dauerhaft vorhandene und erhaltenswerte Hautflora.
Angemessene Haut- bzw. Händedesinfektion in der Medizin schädigt die Hautflora dagegen nicht nachhaltig. Nur eine relativ geringe Zahl der Hautflora-Mikroben wird getötet. Die lokal dezimierte Hautflora regeneriert sich bald.
Die Kombination von übermäßigem Waschen mit Seife vor der Händedesinfektion und der Desinfektion selbst kann die Hautflora jedoch nachhaltig schädigen, da ein großer Teil der Hautflora im fettartigen Talg der Haarfollikel (Haarbalg) siedelt. Vor tensidfreien oder tensidarmen Desinfektionsmitteln sind diese Mikroben geschützt, die Desinfektion zerstört nur von den Haaren weiter entfernte Mikroben. Diese werden in den folgenden Stunden bzw. Tagen durch Ausbreitung der in den Haarfollikeln gebildeten Keime ersetzt. Übermäßiges Waschen der Hände mit Seife löst dagegen den schützenden Talg. Eine anschließende Händedesinfektion zerstört dann auch die Keime im Haarfollikel, aus denen sich die umliegende Hautflora sonst regenerieren würde.

#### Auswirkungen auf die Umwelt
Wenn Desinfektionsmittel bedenkenlos im Haushalt eingesetzt werden oder Reste davon nicht richtig entsorgt werden, gelangen sie in Flüsse oder Kläranlagen und stören dort das wichtige Zusammenspiel einer Vielzahl von Bakterienarten, wodurch die Reinigungswirkung (in den Klärbecken oder in den Gewässern) herabgesetzt wird. Viele Desinfektionsmittel (z. B. Phenol) wirken zudem ökotoxisch auf Gewässer.

#### Weitere „Nebenwirkungen“ von Desinfektionsmitteln
Manche Wirkstoffe von Desinfektionsmitteln können die menschlichen Schleimhäute, insbesondere die Nasenschleimhaut irritieren. Beispiele sind Chlor sowie Benzol und Phenol, wie auch andere Aromaten.
Bei allen Desinfektionsmitteln geben die auf dem Etikett befindlichen Gefahrenpiktogramme und -hinweise Auskunft über spezifische Gefahren der Substanz. Viele dieser Mittel sind ätzend, reizen die Haut und/oder Schleimhäute, oder sie sind entflammbar oder sogar explosiv oder können in Mischung mit anderen Haushaltsreinigern giftiges Chlorgas freisetzen. Darüber hinaus sind manche Desinfektionsmittel humantoxisch oder karzinogen (Aldehyde, Phenol), und manche können Allergien hervorrufen. Oxidierende Wirkstoffe wie Peroxide oder Halogene können bestimmte Metalle angreifen.

## Physikalische Desinfektionsmittel

### Thermische Desinfektion
Die meisten lebenden Krankheitserreger (Mikroorganismen) lassen sich durch ein Erhitzen mit ausreichend hohen Temperaturen abtöten. Dies ist z. B. ein übliches Verfahren bei der Haltbarmachung von Milch und anderen Lebensmitteln (Einkochen).

### Desinfektion durch Bestrahlung
Ebenfalls ist eine Desinfektion durch ionisierende Strahlung, wie UVC-Licht oder Gammastrahlen, möglich.

### Mechanische Desinfektion
Auch durch die mechanische Zerstörung oder Filterung von Krankheitserregern kann ein Medium desinfiziert werden. Dies findet etwa durch Homogenisierung, Ultraschall, Mikro- und Ultrafiltration statt.

### Plasmadesinfektion
Die Anwendung von Niedertemperaturplasma (TTP) ist eine Technologie zur Desinfektion mit kaltem Plasma, die bei einer Temperatur von unter 100 °C zeitsparend auch antibiotikaresistente Erreger sogar durch die Kleidung abtöten kann. Sie eignet sich zum Beispiel zur Desinfektion von Luft, Oberflächen, Gegenständen, zur Handdesinfektion und zur Behandlung von schlecht heilenden chronischen Wunden. Bei in-vitro-Versuchen konnte nicht nur eine abtötende Wirkung gegenüber Bakterien, sondern auch gegenüber Viren und Pilzen beobachtet werden. Es erscheint daher eine Behandlung mit TTP bei Mykosen wie beispielsweise auch bei Fußpilz als möglich, was jedoch erst noch durch weitere Studien bestätigt werden muss.

### Oligodynamie
Metall-Kationen wie Quecksilber, Silber und Kupfer zeigen ebenfalls eine desinfizierende Wirkung auf viele Krankheitserreger.

## Desinfektion von Flüssigkeiten
Die Desinfektion von Abwässern, Trinkwasser oder flüssigen Medien kann durch verschiedene Verfahren erfolgen. Man unterscheidet grundsätzlich zwischen chemischen und physikalischen Verfahren zur Desinfektion.
- Besonders gebräuchliche chemische Verfahren basieren auf der Zugabe von Chlor, Chlordioxid, Wasserstoffperoxid, Dimethyldicarbonat (Kaltentkeimung), Silberionen (Oligodynamie) oder Ozon.
- Gebräuchliche physikalische Verfahren basieren auf dem Erhitzen des Mediums (Pasteurisation oder Dampfdruck im Autoklaven) oder der Bestrahlung mit UV-Licht.
- Neuartig ist die katalytische Entkeimung mit einem Vollmetallkatalysator in Gegenwart geringer Mengen Wasserstoffperoxid.[17]

### Desinfektion von Trinkwasser in Deutschland
Außer dem § 37 des Infektionsschutzgesetzes fordert die Trinkwasserverordnung (TrinkV 2001) in § 6 die Freiheit des Trinkwassers von Krankheitskeimen. Darüber hinaus sind die anerkannten Regeln der Technik, die in der DIN-Vorschrift 1988 und in DVGW-Vorschriften festgeschrieben sind, zu beachten, Arbeitsblätter W 551 „Technische Maßnahmen zur Verminderung des Legionellenwachstums“ und W 553 „Bemessung von Zirkulationssystemen in zentralen Trinkwassererwärmungsanlagen“, sowie die VDI-Vorschrift 6023 „Hygiene in Trinkwasser-Installationen“. Zulässige Stoffe und Verfahren zur Abwehr sind in einer aktualisierten Liste des Umweltbundesamtes nach § 11 Trinkwasserverordnung 2001 beschrieben.

#### Thermische Verfahren
Dazu sind alle Zapfstellen für drei Minuten mit heißem Wasser von 70 °C zu betreiben.

#### Chemische Verfahren
Meist wird mit Chlor, Chlordioxid, oder Natrium- und Calciumhypochloritlösungen desinfiziert, wegen des hohen Aufwandes wird Ozon seltener in der Trinkwasserhygiene genutzt. Dabei ist die Dosierung von Chlorgaslösungen oder der Zusatz von Natrium- und Calciumhypochloritlösungen erlaubt. Zudem kann Chlor vor Ort elektrolytisch hergestellt und dosiert werden oder es wird vor Ort eine Chlordioxidlösung hergestellt und zugesetzt. Ozon und Ozonlösungen sind ebenfalls vor Ort zu erzeugen und in geeigneter Menge zuzusetzen. Nach § 6 der Trinkwasserverordnung darf nur die minimale Menge an Desinfektionsmitteln zugesetzt werden. Die Kaltentkeimung wird zur Desinfektion von manchen Getränken verwendet.

#### UV-Desinfektion
Durch Bestrahlen mit UVC bei 254 nm werden Bakterien inaktiviert, allerdings können Legionellen in Amöben überleben. Zur Verbesserung der Wirkung kann zusätzlich Ultraschall genutzt werden. Bei der UV-Desinfektion von Abwasser müssen allfällig vorhandene suspendierte Feststoffe zur Reduktion der Trübung im Vorfeld abfiltriert werden.
Bei SODIS wird länger einwirkende UV-A-Strahlung der Sonne zusammen mit der Wärme zur einfachen Wasserentkeimung auf Haushaltsebene in Entwicklungsländern genutzt.

#### Membrantechnik
Zunehmend werden auch Membranen zur Entfernung von Mikroorganismen benutzt. Mit Mikro- und Ultrafiltration lassen sich bei einer Porengröße von kleiner als 0,2 µm auch Bakterien, teilweise sogar Viren ausfiltern. Ultrafiltrationsanlagen mit einer Trenngrenze von 0,02 µm sowie einer integrierten, täglichen Prüfung der Membran auf Defekte sind in den Vereinigten Staaten von Amerika als Desinfektionsverfahren im Trinkwasser zugelassen. Für solche Anlagen wird in den USA der Nachweis für vollständige Entfernung von Bakterien, Viren und Parasiten gefordert, der tägliche durchzuführende Test muss in der Lage sein, langfristig vollständige Entfernung von Bakterien und Parasiten zu gewährleisten.

## Rechtliche Klassifizierung in Deutschland
Die Herstellung und Verwendung von Desinfektionsmitteln werden durch Gesetze wie das Arzneimittelgesetz geregelt. Die Produkteinstufung ist aber relativ komplex, denn sie richtet sich immer nach der spezifischen Anwendung, teilweise aber auch nach den Inhaltsstoffen. Ethanol beispielsweise kann in jede Produktkategorie fallen, je nach spezieller Desinfektionsanwendung:
- Arzneimittelrecht
  - Desinfektionsmittel sind Humanarzneimittel, wenn sie am Menschen angewendet werden zur Vorbeugung oder Behandlung von Infektionserkrankungen (beispielsweise Ethanol zur Desinfektion bei einer Blutentnahme).
  - Desinfektionsmittel sind Tierarzneimittel, wenn sie am Tier angewendet werden zur Vorbeugung oder Behandlung von Infektionserkrankungen oder wenn sie angewendet werden, um Geräte antiseptisch zu machen, bevor diese Geräte mit dem Tier in Kontakt kommen oder den tierärztlichen Behandlungsbereich antiseptisch zu machen (beispielsweise Ethanol zur Desinfektion einer Wunde).
- Medizinprodukterecht
  - Desinfektionsmittel sind Medizinprodukte, wenn sie angewendet werden, um Medizinprodukte oder den humanärztlichen Behandlungsbereich antiseptisch zu machen (beispielsweise Ethanol zur Desinfektion eines Katheters und OP-Bestecks oder Alkohol zur Desinfektion des Arbeitsbereiches).
- Biozidrecht
  - Desinfektionsmittel sind Biozide, wenn sie zur Flächen- und Raumdesinfektion im klinischen, öffentlichen (z. B. im Schwimmbad) oder privaten Bereich eingesetzt werden sollen, um Infektionen zu verhindern. Da sie seit einigen Jahren einem Zulassungsverfahren unterliegen, kann die Verwendung einzelner Produkte auf bestimmte Personengruppen beschränkt sein (z. B. beruflich Qualifizierte, Desinfektoren).

Hand- und Hautdesinfektionsmittel fallen EU-weit ebenfalls unter die Zulassung gemäß EU-Biozidverordnung, sind in Deutschland aber weiterhin ein Streitfall zwischen dem Bundesinstitut für Arzneimittel und Medizinprodukte (BfArM) in Bonn und der Bundesanstalt für Arbeitsschutz und Arbeitsmedizin (BAUA) in Dortmund.
Die VDI 6022 enthält die anerkannten Regeln der Technik für Raumluft- und Klimatechnik.